# ابن نظام الدين اللكنوي
ابن نظام الدين اللكنوي الملقب ببحر العلوم (ت. 1225 هـ / 1810 م) فقيه من سكان الهند.
هو أبو العباس، محمد عبد العلي بن محمد نظام الدين السهالوي الأنصاري اللكنوي الهندي، الملقب ببحر العلوم، نسبته إلى «سهالي» بكسر السين واللام، من أعمال لكنئو.
الفقيه الحنفي الأصولي[ ؟ ] المنطقي، نشأ في القرن الثاني عشر، «في حدود سنة 1180»، تلقى العلوم على علمائها، ونبغ في كثير منها، فكانت له مساهمات ثابتة في فقه الحنفية وفي الأصول وفي المنطق، توفي في مدارس في الهند.

## آثاره
صنف كتبا، منها:
- فواتح الرحموت شرح مسلم الثبوت، وهو شرح مسلم الثبوت في أصول الفقه لمحب الله بن عبد الشكور البهاري (ت:1119)، مطبوع عدَّة طبعات.
- شرح بحر العلوم على سلم العلوم في علم المنطق، وهو شرح سلم العلوم في المنطق لمحب الله بن عبد الشكور البهاري (ت:1119)، مطبوع في الهند قديمًا طبعة حجرية، وطُبع مؤخرًا في دار الضياء- الكويت، بتحقيق عبد النصير أحمد الشافعي المليباري.
- تنوير المنار شرح منار الأنوار، وهو شرح المنار لحافظ الدين النسفي، طبع في لكنو الهند سنة (1294).
- رسائل الأركان، وهو في الفقه الحنفي.